# Diecezja São José dos Pinhais
Diecezja São José dos Pinhais (łac. Dioecesis Sancti Ioseph Pinealensis) – diecezja Kościoła rzymskokatolickiego w Brazylii. Należy do metropolii Kurytyba, wchodzi w skład regionu kościelnego Sul 2. Została erygowana przez papieża Benedykta XVI bullą Quo plenius w dniu 6 grudnia 2006.